# Ямагути, Нацуо
Нацу́о Ямагу́ти (яп. 山口 那津男 Ямагути Нацуо, род. 12 июля 1952, Накаминато, Япония) — японский политический деятель. Председатель партии «Комэйто». Член Палаты советников Японии.

## Ранняя жизнь
Родился 12 июля 1952 года в Накаминато, префектура Ибараки (ныне город Хитатинака). До окончания средней школы жил в Хитати. Его отец был директором консультационного центра Hitachi City, а мать — учительницей начальной школы.
После окончания средней школы в 1972 году Нацуо Ямагути поступил на юридический факультет Токийского университета. В 1978 году он его окончил.

## Политическая карьера
Был впервые избран в Палату представителей в 1990 году. После потери своего места в 1996 году он безуспешно баллотировался в Палату представителей в 2000 году. В 2001 году Ямагути был впервые избран в Палату советников. Он стал лидером партии 8 сентября 2009 года после того, как партия потерпела крупное поражение на выборах 2009 года. Комейто потеряла десять мест, в том числе лидера партии Акихиро Ота и генерального секретаря Кадзуо Китагава. 8 сентября 2009 года Ямагути сменил Оту на посту «президента Комэйто».
Срок полномочий Ямагути на посту лидера партии истёк в сентябре 2012 года. Однако тогда 22 сентября он был переизбран ещё на два года. Голоса не требовалось, так как он был единственным кандидатом.
13 сентября 2017 года Ямагути посетил МГИМО. В ходе визита он встретился с руководством МГИМО, прочитал лекцию и ответил на вопросы слушателей, а также принял участие в дискуссии со студентами и преподавателями Университета на японском языке.
В сентябре 2020 года Науо Ямагути стал лидером «Комэйто» уже в седьмой раз.